# Raquel Freire
Raquel Branco Rodrigues Freire (Porto, 22 de Junho de 1973), é uma cineasta, activista LGBT e cronista portuguesa.

## Percurso
Raquel estudou Direito na Faculdade de Direito da Universidade de Coimbra. Estas duas cidades servem de cenário para muitos dos seus projectos, como nos filmes "Veneno Cura", "Rio Vermelho" (2007, 1999 - Porto) e "Rasganço" (2001 - Coimbra).
Durante a licenciatura integrou o Conselho Pedagógico da Faculdade de Direito, o Senado e a Assembleia da Universidade. Foi membro das secções culturais como do Centro de Estudos Cinematográficos (CEC), da Rádio Universidade (RUC), e do Grupo Etnográfico & Folclórico (GEFAC). Também foi membro da república de estudantes Kimbo dos Sobas e integrou a Direcção Geral da Associação Académica de Coimbra nos anos de 92/93, 93/94 e 94/95. Enquanto membro da Direcção, coordenou o Grupo Pedagógico de Direito e, mais tarde, os pelouros de Informação e de Política Educativa. Criou o Gabinete de Apoio ao Estudante, o sistema de Apoio Psicológico gratuito para estudantes e uma linha de atendimento permanente. Elaborou o primeiro "Manual de Sobrevivência do Caloiro" e instituiu a Semana de Acolhimento, Apoio e Informação aos alunos do 1º ano. Participou na criação e organização das Jornadas Universitárias Lusófonas. Integrou as Comissões de Honra da candidatura e recandidatura de Jorge Sampaio à Presidência da República.
As impressões da sétima arte e o reforço da vontade de fazer cinema, seriam marcadas pela Universidade, onde Raquel estudou História e Estética do Cinema Português (1996/1997) e pela cidade do Porto, estudando música (canto, guitarra e composição), dança, teatro, fotografia, pintura.
Aos 26 anos Raquel dirigiu seu primeiro longa-metragem, Rasganço, em 2001. Em 2012, em um ato de protesto  contra a extinção do Ministério da Cultura, Raquel queima a palícula desse filme num terraço com vista para a Assembleia da República, em Lisboa.
Trabalhou como cronista na Antena 1 no programa "É Tempo" em 2010, esse programa causa polémica entre os ouvintes devido aos temas abordados porque Raquel "falou do clítoris e disse a palavra masturbação duas vezes". Em 2012, o  programa foi suprimido, o que casou muita polémica, com acusações de censura  e determinando a intervenção da Entidade Reguladora para a Comunicação Social (ERC). 
Em 2013 publicou o livro Trans Iberic Love,  que em 2020 foi um dos títulos escolhidos para integrar o projeto de leitura de Sara Barros Leitão “Heróides – Clube do Livro Feminista”.
Em 2020 participou da primeira edição do Queer Fest, em Lisboa, na mesa de debates “O Queer Como Interseccionalidade”.
Os filmes de Raquel podem ser encontrados na platafora de streaming MUBI.

### Activismo LGBT
Raquel Freire é assumidamente pansexual e luta há já vários anos pelos direitos das populações gay, lésbica, bissexual e transexual. É membro das Panteras Rosa de Portugal, (Frente de combate à lesbihomotransfobia) e da Rede Internacional de Luta contra a Homofobia. A propósito da proposta do Bloco de Esquerda e d'Os Verdes em Outubro de 2008 relativamente à legalização do casamento entre pessoas do mesmo sexo (o qual foi recusado, devido à disciplina de voto imposta por José Sócrates), a realizadora encenou um casamento com a amiga, que considerou uma "acção política contra a homofobia". No dia 8 de Janeiro de 2010, em que o casamento gay foi aprovado na Assembleia da República, Raquel Freire celebrou, novamente, a vitória.

### Primeiros trabalhos
Raquel estreou-se depois de vários trabalhos cinematográficos e da sua primeira curta-metragem independente, Rio Vermelho (1999). Filmada inteiramente na cidade do Porto, o filme surgiu em festivais diversos - Torino Film Festival 1999, Selecção Oficial-Competição Internacional; Festival de Clermont-Ferrand 2000; Festival da EU-Zagreb e Split 2000; Leeds International Filmfestival; Drama Int'l Short Film Festival Greece; Paris-Histoires Courtes et Longues Franco Portugaises; Badajoz Festival de Cine Ibérico 2000; 32ª Muestra Cinematografica del Atlântico de Cadiz; Festival de Curtas-metragens New Delhi 2001; New Portuguese Culture Festival S.Francisco; CortoCinema & ArcheoRoma; Concorso Cinematografico Tirrenia Massimo Troisi 2000;Festival de Cinema Contemporâneo de Seul-Coreia 2002; Festival de Cabo Verde 2002; FebioFest 2003; VII Muestra Cinesur, Garriga 2003; Mostra de Cinema Português em Jacarta e Yogyakarta 2003; Ciclos de Cinema Português em Belo Horizonte 2003, Ciclo de Cinema Português em S.Paulo 2003,Brasil; Mostra de Filmes Portugueses no Luxemburgo 2004, Ciclo de Cinema de Lyon 2004, Ciclo de Cinema de Hamburgo 2005, Festival de Curtas-metragens de Zagrebe 2005. Em Portugal – Festival de Vila do Conde 2000; Festival de Curtas-metragens de Lisboa 2001; Festival Cinco Noites Cinco Filmes; III Mostra Transfronteiriça de Curtas-metragens de Évora; Mostra Metáforas de um corpo, Associação Geniuzastre, Lisboa; Festival Internacional de Cinema de Tróia; Festival Internacional do Algarve.

### Primeira longa-metragem
Foi, contudo, a Universidade que mais marcou uma das etapas da vida da realizadora, que a veio a retratar de forma polémica na sua primeira longa-metragem, Rasganço (2001). O título provém da última das praxes estudantis, que consiste em rasgar o traje académico do finalista, até que este fique completamente despido. A história versa a chegada de um misterioso homem que pretende estudar em Coimbra, mas que começa a mutilar e a violar de forma desumana as estudantes. A aceitação da crítica viria a ser razoável: o crítico João Lopes considerou o filme como um "insólito objecto de cinema português cujo risco e originalidade saem diminuídos por algumas limitações no tratamento da causalidade narrativa e, sobretudo, nos trabalhos de interpretação"; Vasco Câmara tomou-o como "um 'outsider' à solta no hierarquizado mundo universitário de Coimbra". A recepção do público viria a ter dois lados: aqueles que tinham odiado ou adorado. Os aspectos mais apontados variariam pela irrealidade das situações e cenário retratados (principalmente pelos universitários de Coimbra) ou pela qualidade do conteúdo da obra (no portal de cinema Cinema2000, podemos ler um utilizador a considerar o filme como uma "imitação reles dos filmes americanos de "teen-horror"). Por outro lado, se tivermos em conta o mesmo sítio, os que tinham adorado consideram que "dificilmente se encontra na filmografia portuguesa um pulsar tão orgânico como o do filme de Raquel Freire". Surgiu em: Festival de Veneza 2001, Semana da Crítica-Competição; Festival Internacional de Montreal Canadá 2001; Festival Primer Plano Dijon, França, competição, 2002; Festival Travellig-Lisbonnes Rennes France 2002; Mostra Internacional de Cinema de Valencia, Competição 2002; Festival Internacional de Cinema de Gwanju, Coreia 2002; II Festival de Cinema Ibérico e Europeu; I Festival Internacional de Cinema de Braga 2003, entre outros. Exibido comercialmente em Portugal (foi o 2º filme português com mais público em 2001 apesar de ter estreado apenas a 30 de Novembro!), e em França.

### "Veneno Cura", "A Vida Queima", "Leis do Corpo" e Projectos Futuros
Estreou, em 2009, o primeiro filme que abre a trilogia sobre a "intimidade, a identidade e os nossos tabus" criada por Freire. "Veneno Cura" não teve um êxito de bilheteira, mas conseguiu a aceitação geral do público e da crítica, apesar dos temas polémicos tratados e expostos. Citando a carta de intenções da realizadora: "Fiz este filme com as cores do amor, não o amor cor-de-rosa dos contos de fadas da televisão, fiz com o amor-vermelho-sangue da vontade e do desejo, com o amor-sujo da dignidade da faca na liga, o amor-negro do abandono, o amor-roxo da rejeição, o amor-fogo dos que ardem, o amor-amarelo da partilha das noites de insónia, o amor-verde dos vómitos da bílis, o amor-castanho das tripas de fora, o amor-vermelho-escuro das hemorragias e dos recomeços." Segundo o Jornal de Notícias, os próximos dois filmes da trilogia de Raquel chamam-se "Leis do corpo" ("questionando o que é ser mulher e o que é ser homem, a heterossexualidade, a homossexualidade, a homoparentalidade, a heteronormatividade como cultura dominante e todas as formas de viver o amor que fogem à norma.) e "Amor omni", sem data de estreia prevista.  Raquel escreveu também um romance que brevemente publicará. O título provisório é ""Obscena felicidade", que escreveu num impulso em 2008, um ano que diz ter corrido como uma maratona". Ao Jornal de Notícias, Raquel disse ainda que "é um livro muito político, sobre a revolução pendente que está por fazer ainda na nossa geração". Segundo o IMDB o filme Leis do Corpo está já em fase de produção.
Está planeada a estreia de outro filme para 2012, uma "longa-metragem de ficção feita sem apoio financeiro do ICAM em fase final de pós-produção", intitulado como "A Vida Queima". Originalmente intitulado como "Filme sem Câmara", a obra, citando a realizadora, "é sobre uma mulher, realizadora, que vive sozinha. Tem um filho e enfrenta as dificuldades diárias das mulheres de 30 anos que neste país tentam concretizar os seus sonhos não segundo as regras impostas pela sociedade, mas segundo as suas próprias regras. Faz imensas asneiras, queima-se muitas vezes, mas tem uma sede insaciável de viver. É uma personagem um bocadinho suicida porque tem a ilusão que um dia há-de-se conseguir fazer um filme que vai realmente mudar o Mundo. Tem um lado ingénuo também. Ela já teve o amor da vida dela e já o perdeu. Há um lado por vezes desesperado, porque a vida não é o que ela estava à espera. E há um lado excessivo em tudo. Isso vai queimá-la, porque a vida queima". Confrontada com o facto de a protagonista ser a própria Raquel, esta respondeu que "essa personagem foi criada com sangue, suor e lágrimas. É a mais confessional que escrevi até hoje. As semelhanças são óbvias. Vai ser chocante, sobretudo para quem me conhece. O filme foi feito sem dinheiro, sem produtor, com uma equipa muito generosa, que dedicou três meses da sua vida a realizar este sonho. Não é o meu filme, é o nosso filme. Tem um lado muito íntimo. Foi o meu projeto mais doloroso. Um milagre".

## Filmografia

### Como realizadora[13]
- 2013 - Leis do Corpo (longa-metragem) - em produção
- 2012 - A Vida Queima (longa-metragem)
- 2009 - Esta é a minha Cara (documentário)
- 2007 - Veneno Cura (longa-metragem)
- 2004 - Aborto (documentário)
- 2003 - Coimbra: é proibido proibir (documentário)
- 2003 - Rasganço: entrevistas e reflexões sobre o filme (documentário)
- 2001 - Rasganço (longa-metragem)
- 1999 - Rio Vermelho (curta-metragem)

### Como argumentista[13]
- 2013 - Leis do Corpo (longa-metragem) - em produção
- 2012 - A Vida Queima (longa-metragem)
- 2007- Veneno Cura (longa-metragem)
- 2001 - Rasganço (longa-metragem)
- 2000 - A Raiz do Coração (longa-metragem)
- 1999 - Rio Vermelho (curta-metragem)

### Como produtora[13]
- 2011 - A Vida Queima (longa-metragem)
- 2006- Otro Corto Con Niños (curta-metragem)
- 2001 - Canção Distante (curta-metragem)
- 1999 - Rio Vermelho (curta-metragem)
- 1999 - Anjo Negro (curta-metragem)

### Como assistente de realização[13]
- 1998 - O Rio do Ouro (e, posteriormente, assistente de pós-produção e montagem) (longa-metragem)

## Livros
- Do branco ao negro (2014). Lisboa: Sextante Editora. ISBN: 978-989-676-114-1[14][15]
- Trans Iberic Love (2013). Lisboa: Divina Comédia. ISBN: 9789898633194[16][17]

## Outros Trabalhos
- Escreveu vários artigos sobre o cinema português para jornais, revistas e sites, como “Diário de Notícias”, “Visão”, “Le Monde Diplomatique”.
- Foi jurada de diversos festivais de cinema.
- Foi directora de campanha do movimento Médicos Pela Escolha no Referendo de despenalização do aborto em 2007. Realizou os vídeos do movimento MPE, assim como os dos movimentos Voto Sim e Jovens pelo Sim durante essa mesma campanha.
- Membro do Cineclube do Porto desde 1979.
- Lecciona dois seminários anuais de Interpretação para Cinema no curso superior de Teatro da ESMAE – Escola Superior de Música e Artes do Espectáculo do Porto.
- Lecciona seminários de auto-capacitação perante os média para activistas, em Portugal, França e Espanha.
- Leccionou Oficinas de Cinema para Actores, na SubPalco.
- Colaboradora da organização Women on Waves.
- Membro da Plataforma dos Intermitentes, profissionais das artes do espectáculo e audiovisual.
- Co-fundadora da Ponta-Associação Cultural.
- Realizou muitos videos de acções directas de organizações internacionais activistas.
- Realizou o vídeo “Circolando”, co-produzido com o FIAR (2005).
- Co-fundadora e sócia-gerente da produtora de audiovisuais Terrafilmes, Lda.